# Benigno di Milano
Benigno (... – Milano, 472) è stato arcivescovo di Milano dal 465 alla sua morte.
Exere quae posuit mens nomina certa, Benigne,
Quem quisquis uocitat testis erit meriti.
Cana fides hominem dum narrat, detegit actus,
Nil loquitur casu pignoris adtonitus.
Praescia venturi non errant vota parentum,
In verum vertunt blanditias subolum.
Ante patres censens sedit plaudente senatu,
Praelatum sanctis extulit ille caput.
Pollice sed diro ceu flos succisus aratro est:
Spes decus et genius de foribus cecidit.
(M.G.H., a.a. VII, p. 166)
È venerato come santo dalla Chiesa cattolica che lo ricorda il 22 novembre nel martirologio romano con queste parole: «A Milano, san Benigno, vescovo, che nel grande scompiglio delle invasioni amministrò la Chiesa a lui affidata con somma fermezza e pietà».

## Biografia
Non si hanno notizie storiche coeve sul vescovo milanese Benigno, il cui episcopato, secondo un antico Catalogus archiepiscoporum Mediolanensium,  si colloca tra quelli di Geronzio e di Senatore, entrambi documentati come vescovi milanesi dopo il 451. Il medesimo catalogus gli assegna 8 anni di governo e lo dice sepolto il 22 novembre nella basilica di San Simpliciano. Tradizionalmente il suo episcopato è assegnato agli anni 465-472, oppure agli anni 470-477.
A Benigno è dedicato uno dei Carmina di Magno Felice Ennodio, scritti prima del 521, nel quale il vescovo è qualificato come "venerabile". Ennodio riferisce che Benigno ante patres censes sedit plaudente senatu, informazione che è stata interpretata come partecipazione ad un concilio o sinodo della Chiesa; secondo Fedele Savio, Benigno avrebbe partecipato al sinodo romano indetto da papa Ilario nel 465. Tuttavia gli atti del concilio riportano la sede Medionensis, non Mediolanensis, ed omettono il nome del vescovo.
Anticamente la festa liturgica di san Benigno era celebrata il 21, il 23 o il 27 novembre, finché venne fissata al 20 novembre. Con la riforma del martirologio romano la sua ricorrenza è stata spostata al 22 novembre. Il santo è venerato con particolare attenzione nella città di Azzate.
Una tradizione medievale, che non ha fondamenti storici, associa Benigno all'aristocratica famiglia milanese dei Bossi. Durante il XVII secolo si accese una dura contesa tra le famiglie Bossi di Milano e Bensi di Como per vedersi attribuire questo loro presunto antenato: la diatriba, giudicata dal tribunale di Roma, si concluse con la vittoria della causa a favore dei Bossi di Milano.